# 平橋文昌宮
平橋文昌宮（和平中學舊址）位於重慶市武隆縣平橋鎮鳥楊村小河口小組，始建於清咸豐年間，座南向北，土木結構，四合院布局，占地300平方米。正殿為懸山式屋頂，穿斗式梁架，明間排架抬梁式，3穿用4柱，面闊6間21.5米，進深3間7.55米，下殿為重檐歇山式，兩邊有廂房。正殿右角20米處有一重檐翹角亭，名「魁星樓」，1988年毀壞。2009年12月15日列為第二批重慶市文物保護單位。